# Liste de procès révisés

## Acquittements
Voir Liste des erreurs judiciaires

## Jugements confirmés
- Affaire Seznec
- Affaire Mis et Thiennot

Le 12 mars 2007, la commission de révision refuse la réhabilitation de Mis et Thiennot, condamnés pour avoir abattu un garde-chasse en 1946.
En décembre 1946, un garde-chasse est tué dans l’Indre. L’enquête menée rapidement conduit à l’arrestation de deux adolescents, Mis et Thiennot, qui seront condamnés à quatorze ans de travaux forcés. Le mobile du crime ? Une altercation entre le garde-chasse et les deux jeunes qui aurait dégénéré.
Or, dans la région, de nombreuses personnes n’ont jamais été convaincues par la vérité officielle. Un comité de soutien Mis et Thiennot, qui ont toujours clamé leur innocence, a été créé il y a fort longtemps, mais n’a pu établir une autre version de l’affaire.
En mars 2002, Jean-Claude Derey, romancier, publie un ouvrage, Les enfants du brouillard, aux Éditions Phébus, après une enquête de quatre années. Pour la première fois, un livre propose une autre version, accréditée par de nombreux témoins vivants : le garde-chasse, qui travaillait pour un riche industriel, aurait été la victime d’un règlement de comptes qui l’opposait à son patron.